# Isabella Teotochi

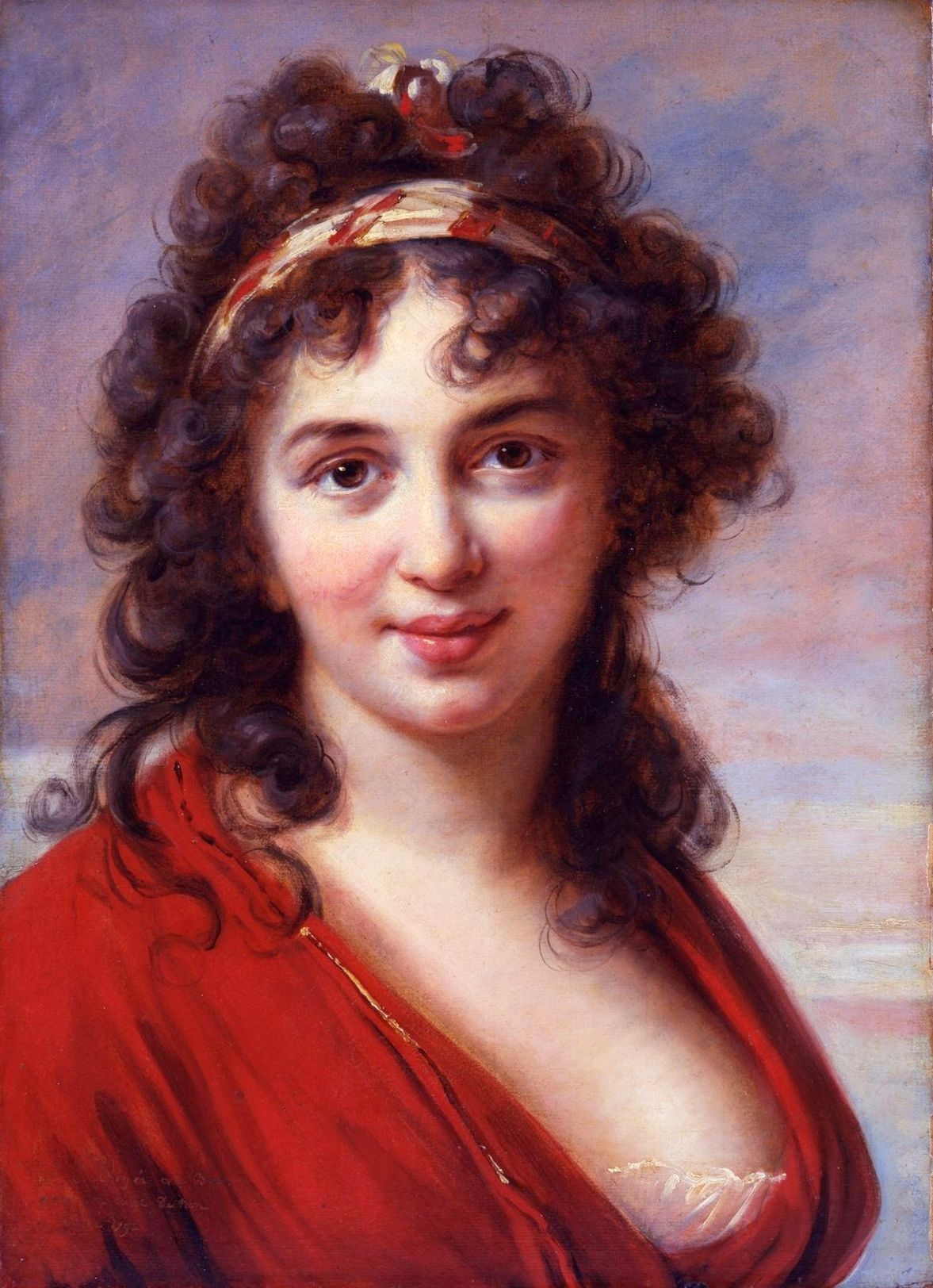
Isabella Teotochi Albrizzi

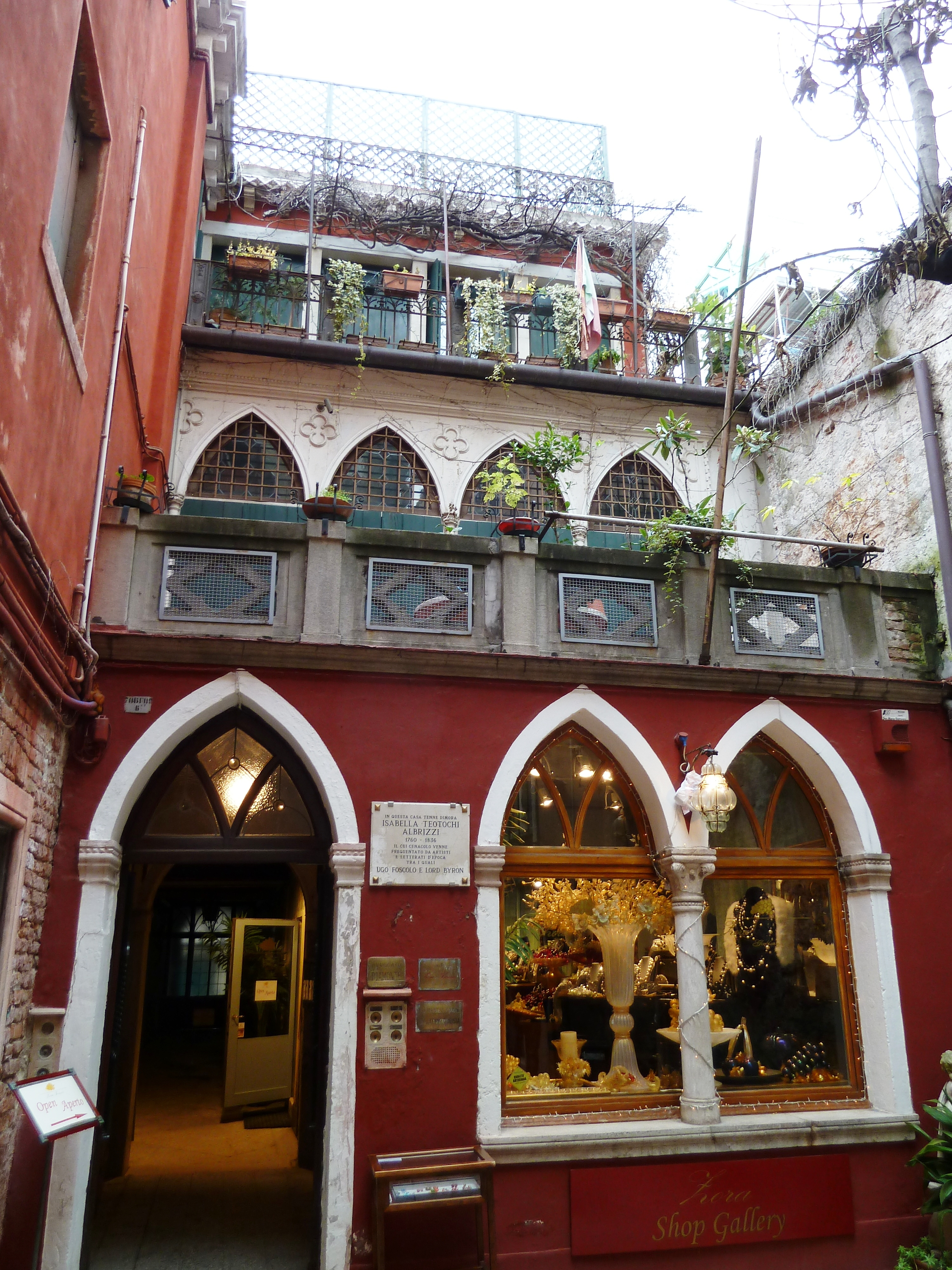
Huis van Teotochi in Venetië

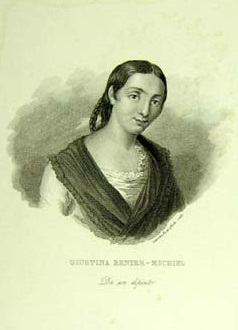
Ritratto di Giustina Renier Michiel

Isabella Teotochi Marin Albrizzi (Korfoe, 16 juni 1760 – Venetië, 27 september 1836) was een auteur, salonnière en kunstminnaar in Venetië.

## Levensloop
Teotochi was een Griekse, geboren op het eiland Korfoe. Haar vader was graaf Antonio Teotochi. De familie Teotochi was geadeld door de Republiek Venetië, toen Korfoe nog deel uitmaakte van het Venetiaanse zeerijk. 
Teotochi huwde op Korfoe met Carlo Antonio Marin (vanwaar haar tweede familienaam). Marin was een gegoede handelaar uit Venetië die tevens galeikapitein en politicus in Venetië was. De titel van kapitein in de Venetiaanse vloot was destijds sopracomito. Zij was tegen haar zin gehuwd met Marin.
In 1776 verhuisde zij in haar eentje naar Venetië. Het koppel leefde gescheiden want Marin verbleef vaak op zijn landgoederen in Korfoe. Teotochi legde zich toe op studies in wetenschappen zoals aardrijkskunde en in poëzie. In 1796 werd het huwelijk geannuleerd. Teotochi liet de naam Marin vallen.
Teotochi huwde in het geheim Giuseppe Albrizzi, een Venetiaans magistraat. Vandaar haar derde familienaam Albrizzi. De salons van het echtpaar werden druk bezocht door schrijvers, muzikanten, wetenschappers, zowel Venetianen als buitenlanders. Zo was de schrijver Ugo Foscolo er een graag geziene gast. Foscolo was, zoals zij, een Italiaan geboren in Griekenland. De beeldhouwer Antonio Canova kon bij haar zijn werk voorstellen. De bekendste gast ten huize was lord Byron. Lord Byron noemde haar de Madame de Staël van Venetië. In 1812 stierf haar man. Teotochi bouwde de literaire avonden in haar salons uit tot de meest bezochte van Venetië.
Keizer Frans II van Oostenrijk eerde haar met de onderscheiding Dame van de Orde van het Sterrenkruis; Venetië behoorde destijds tot het Habsburgse keizerrijk.

## Publicaties van haar
- Risposta della Signora Isabella Teotochi Albrizzi all’Abate Stefano Arteaga
- Difesa della Mirra d’Alfieri
- Ritratti
- Opere di scultura e di plastica di Antonio Canova
- Vita di Vittoria Colonna
- Ritratto di Giustina Renier Michiel

- Bibsys: 12063973
- Bibliothèque nationale de France: cb13606894f (data)
- Gemeinsame Normdatei: 118846493
- International Standard Name Identifier: 0000 0001 2134 3465
- Library of Congress Control Number: n87882915
- Nationale bibliotheek van Australië: 35887245
- Nationale Bibliotheek van Israël: 987007322199405171
- Nederlandse Thesaurus van Auteursnamen: 172200970
- Réseau des bibliothèques de Suisse occidentale: 02-A000161400
- Istituto Centrale per il Catalogo Unico: CFIV068844
- SNAC: w6vf00j7
- Système universitaire de documentation: 03566004X
- Trove: 1131894
- Virtual International Authority File: 56783361
- WorldCat: E39PBJkTbfgwcXCHm3by8mXKh3